# 태극기 휘날리며
『태극기 휘날리며』(太極旗 휘날리며, 2004년)는 『쉬리』의 강제규 감독이 극본·감독을 맡은 대한민국의 영화이자 천만 관객 돌파 영화이다.
장동건과 원빈이 전쟁의 소용돌이에 휘말린 이진태와 이진석 역을 맡았고 이은주가 진태의 약혼녀 영신 역으로 출연하며 김수로와 최민식, 김재중, 가수 조성모 등도 카메오 출연했다. 특히 김수로는 작품의 흐름상 무척이나 중요한 역할로 나왔고 그의 배역은 여태껏 그가 출연한 작품 중에 가장 악역인 것으로 알려져 있다.
한국판 『라이언 일병 구하기』라는 비판, 비현실적인 스토리 전개 등에 대해 비판을 받기도 했지만, 화려한 전투씬만 앞세우는 다른 전쟁영화들과는 달리 전쟁으로 인한 인간의 삶이 얼마나 처참하게 무너지는지를 적나라하게 보여주며 스토리 면에서는 무척이나 현실적이란 호평이 줄을 이었고 한국영화의 가능성을 다시 보여준 것으로 평가되기도 한다. 2004년 미국에도 『Brotherhood』라는 제목으로 개봉하여 소개되었으며, 아카데미 외국어 영화 부문 후보작으로 출품되었다.

## 줄거리
2003년 두밀령(양구군 동면 소재), 6.25전쟁 참전용사 유해발굴 작업현장. 작업을 하던 이들은 생존자라고 나오는 '12연대 이진석 하사'의 이름이 새겨진 만년필이 발견된 걸 보고는 이상하게 여겨 그의 자택에 전화를 걸었고 정원에서 가지치기를 하고 있던 진석은 육군에서 전화가 걸려왔단 손녀 유진의 말에 다급히 전화를 받는다. 작업단은 전화를 받은 당사자가 이진석 하사 본인임을 확인하고는 신원조회를 하는데 뭔가 착오가 있었던 것 같다며 사과했지만 어딘가 답답해진 그는 돌연 옷을 챙겨입고는 집을 나섰다. 집을 나서기전, 옷장 한켠에 고이 간직해둔 오래전 가족사진과 말끔한 구두 한켤레를 꺼내보고는 그간 잊고 살았던 53년전 과거를 떠올렸다...
1950년 6월 서울 종로, 가족들을 먹여살리기 위해 구두닦이 일을 하는 형 진태와 서울대를 목표로 열심히 공부중인 진석은 누구보다도 우애가 돈독한 형제였고 국수가게를 하는 말 못하는 어머니와 진태의 약혼녀 영신, 어린 동생들과 조그마한 집에서 오손도손 모여 행복하게 살아가고 있었다. 하지만 평화는 전쟁이 벌어졌다는 소문이 돌면서 점차 사라지기 시작했다. 서울 거리에는 북한군이 38선 일대에서 불법 남침을 했다는 신문이 돌아다니고 있었고 헌병들이 탄 군용트럭들이 돌아다니며 휴가를 나간 장병들을 급히 복귀시키고 있었다. 상황의 심각성을 깨달은 진석의 가족들과 그 동네 사람들은 야심한 밤에 짐을 챙겨 피난길에 올랐고 진석의 가족들은 외삼촌댁이 있는 경남 밀양으로 가기로 한다.
이튿날 아침 대구. 진태는 아픈 동생의 약을 사러 약국을 찾으러, 진석은 밀양으로 가는 기차를 알아보러 역으로 달려갔다. 하지만 민간열차는 운행이 전면 중지된 상황. 진석은 허탕만 치고 약국 찾으러 간 형을 기다리고 있을 때였다. 갑자기 군용트럭들이 역앞 광장에 멈춰서더니 헌병 모자를 쓴 군인들이 내려서 '만 18세에서 30세까지의 남성들'은 모두 앞으로 나와달라고 한다. 말로는 별일 아니라고 했지만 사실은 전쟁에 투입시킬 장병들을 비밀리에 징집하고 있었던 것이었다. 진석은 몇살이냐고 물어오는 헌병에게 얼떨결에 열여덟이라고 말한다. 이어 가지 말라고 만류하는 엄마와 영신, 동생들을 안심시키고는 군인을 따라갔고 학도참전병들이 가득한 열차에 올라탄다.
간신히 약국에서 약을 사온 진태는 영신으로부터 진석이 젊은 남자들만 골라서 데려가는 군인들을 따라갔다는 말을 듣고 곧바로 열차로 뛰어들어가 역 한켠에 앉아있는 진석을 찾아내서 다시 내리려 했지만 열차를 나가는 문 앞은 헌병들에 의해 막힌 상황. 처음에는 열차를 잘못 타서 내릴거라고 정중하게 말로 하던 진태는 통하지 않자 결국 몸싸움을 벌이며 소란을 일으킨다. 이 과정에서 대위를 주먹으로 때리고 진석을 붙잡고 열차에서 내리려 하지만 군인들에게 저지당했다. 하지만 되례 군인들에게 제압당한 뒤 자신까지 징집대상이 됐고 뒤쫓아온 엄마와 영신하고도 안타깝게 생이별을 한다. 이렇게 두 형제를 비롯하여 끌려오게 된 장병들은 훈련받을 틈도 없이 곧바로 언제 어디에서 적들이 올지 모르는 최전방으로 투입된다.
피투성이가 된 시체, 온몸에 피를 흘린 채 고통스러워하는 부상자, 전쟁의 공포로 공황장애가 온 장병들까지 전쟁터의 끔찍한 현실을 본 진태는 동생을 안위만을 최우선적으로 여겼고 처음엔 전투만 벌어졌다 하면 형 뒤에 숨어있기만 하던 진석은 점차 온실을 깨고 나와 스스로 강해지려고 노력하며 원치 않게 끌려온 군대생활에 적응해나가기 시작한다. 어느날, 진태는 대대장으로부터 무공훈장을 받으면 동생을 전역시킬 수 있다는 말을 들었고 그때부터 애국심도 충성심도 없이 오직 동생을 전역시킨단 목표 하나로 전투만 벌어졌다 하면 가장 적극적으로 뛰어다녔고 전쟁영웅이 되어 계급도 올라가는 쾌거를 누리지만 점차 피도 눈물도 없는 냉혈인으로 변해버리고 말았다.
진석은 형이 저렇게까지 하는 까닭이 훈장을 받아 자신을 제대시켜주기 위함이란 걸 알고는 그런 식으로 훈장받아서 집에 가면 무슨 낯으로 어머니와 영신 누나를 보냐며 다시는 무모한 짓 하지 말라고 한다. 기뻐해주리라 믿었던 동생의 냉대에 진태는 크고 작은 상처를 받게 되면서 돈독한 우애는 깨지기 시작했다. 뿐만 아니라 형제와 같이 다니던 전우 영만이 전사하고, 인민군에게 투항해 앞잡이 노릇을 하다가 포로로 끌려온 자신의 동생 용석이 진태가 쏜 총에 맞아 죽고 또한 피난가있던 영신이 보도연맹에 가입했다는 이유로 반공청년단장에게 살해당하면서 돈독했던 우애와 진태의 이성마저 완전히 깨져버리고 말았다. 이에 눈이 돌아가버린 진태는 반공청년단장을 때려죽이며 살기등등한 눈빛으로 이미 죽은 반공청년단장의 시체를 아랑곳하지 않고 구타한다. 이때부터 진석은 형을 자신의 안위를 위해 주위 사람마저 죽음으로 내모는 미치광이로 여긴다.
하지만 진석이 감옥에 갇혔다가 누군가가 지른 불에 타죽은 것으로 착각하고 이에 분개한 형 진태가 가족과 자신을 위해서 인민군이 되었다는 사실을 안 진석은 제대를 하루 앞둔 날, 형을 구하기 위해 전선으로 나가 우여곡절 끝에 형을 만난다. 죽을 위기를 몇번이나 넘기며 어느 한 인민군 부대를 이끄는 사람이 된 형을 찾아 정신을 차리라고 몇번을 애원하지만 형은 진석을 알아보지 못했다.
하지만 기적적으로 진태는 늦게서야 진석의 모습을 알아보고, 동생이 안전하게 후퇴하는 것을 도와주기 위해서 자신을 희생해 수백 수만의 인민군쪽을 향해서 기관총을 난사하며 반격을 했다. 하지만 이어진 공격에 결국 끝내 쓸쓸하게 죽음을 맞았다. 그리고 그로부터 50여 년이나 지난 뒤에야 유해로 발굴된 모습으로 진석하고 재회하게 된다.

## 등장인물
- 장동건 - 이진태 역
- 원빈 - 이진석 역
- 장민호 - 노인 이진석 역
- 이은주 - 영신(이진태의 약혼녀) 역
- 이영란 - 어머니(진태와 진석 형제의 모친) 역
- 공형진 - 영만 역
- 최민식 - 인민군 대좌 역
- 김수로 - 반공청년단장 역
- 정두홍 - 대좌 참모 역
- 김해곤 - 신임 대대장 역
- 정호빈 - 인민군 장교 역
- 박동빈 - 인민군 소대장 역
- 조윤희 - 진석의 손녀 유진 역
- 안길강 - 허 중사 역
- 정진 - 임 일병 역
- 박길수 - 양 중사 역
- 임형준 - 청년단원 역
- 전재형 - 용석 역
- 조운 - 림태수 역
- 황택하 - 김철수 역
- 정윤민 - 보안 장교 역
- 채태석 - 보안 장교 역
- 윤희원 - 소대장 역
- 박정우 - 징병관 대위 역
- 염철호 - 징병군인 역
- 정대훈 - 인민군 소년 병사 역

## 수상 정보
| 영화제                              | 후보부문            | 관련인물               |
| ----------------------------------- | ------------------- | ---------------------- |
| 제2회 독일 아시아 영화제 (2005)     | 인기상영작          | 강제규                 |
| 제50회 아시아 태평양 영화제 (2005)  | 최우수작품상        | 강제규                 |
| 제50회 아시아 태평양 영화제 (2005)  | 감독상              | 강제규                 |
| 제2회 맥스무비 최고의 영화상 (2005) | 작품상              |                        |
| 제2회 맥스무비 최고의 영화상 (2005) | 감독상              | 강제규                 |
| 제2회 맥스무비 최고의 영화상 (2005) | 최고의 남자배우상   | 장동건                 |
| 제12회 이천 춘사대상영화제 (2004)   | 신인남우상          | 원빈                   |
| 제12회 이천 춘사대상영화제 (2004)   | 기술상              | 강종익                 |
| 제12회 이천 춘사대상영화제 (2004)   | 심사위원특별상      | 강제규                 |
| 제27회 황금촬영상 시상식 (2004)     | 신인 남우상         | 원빈                   |
| 제41회 대종상 영화제 (2004)         | 음향기술상          | 이태규, 김석원         |
| 제41회 대종상 영화제 (2004)         | 미술상              | 신보경, 강창길, 강보길 |
| 제41회 대종상 영화제 (2004)         | 촬영상              | 홍경표                 |
| 제40회 백상예술대상 (2004)          | 영화 작품상         | 강제규                 |
| 제25회 청룡영화상 (2004)            | 한국영화 최다관객상 | 강제규필름             |
| 제25회 청룡영화상 (2004)            | 기술상              | 정도안                 |
| 제25회 청룡영화상 (2004)            | 촬영상              | 홍경표                 |
| 제25회 청룡영화상 (2004)            | 남우주연상          | 장동건                 |
| 제3회 대한민국 영화대상 (2004)      | 음향상              | 김석원                 |
| 제3회 대한민국 영화대상 (2004)      | 시각효과상          | 정도안                 |
| 제3회 대한민국 영화대상 (2004)      | 촬영상              | 홍경표                 |

## 기타
- 이 영화는 제작과정에서 대한민국 국방부와 소송전까지 가는 등 사이가 매우 험악해졌다.영화 초반에 이진석이 국군 대위에게 납치당한 후 강제 징병 당하는 것을 형인 이진태가 구하러 가는 도중 동생 이진석을 구하기 위해 대위를 주먹으로 구타하지만 되려 이진태도 같이 강제로 징병당하는 모습을 묘사하는 바람에 이게 징병제를 정면으로 비판한 꼴이 되어 국방부가 이 영화를 상영 금지 가처분 신청을 냈고 이 영화 제작진 역시 국방부를 업무 방해죄로 맞고소를 했다. 이 영화 제작팀이 국방부를 상대로 승소했기 때문에 이 영화는 개봉될 수 있었던 것이다. 국방부는 제작진에게 계속 배달의 기수처럼 국군을 무조건 미화하라고 암묵적, 표면적으로 강요했으나 영화 제작진은 끝내 거절했다. 게다가 한술 더 떠서 반공청년단 단장(김수로 분)을 무슨 살육에 미친 사람으로 묘사해 놓는 바람에 국방부의 심기를 건드렸다. 이 영화의 제작의도는 한국전쟁이라는 큰 국난 속에서 좌익 우익을 가리지 않고 인간이 얼마나 타락해가는가 하는 모습을 묘사했을 뿐, 조선인민군이라고 딱히 미화하지도 않았다.

## 같이 보기
- 대한민국 영화 흥행 기록
- 포화 속으로
- 형제의 상